# Archidium microthecium
Archidium microthecium är en bladmossart som beskrevs av Hugh Neville Dixon och Potier de la Varde 1928. Archidium microthecium ingår i släktet Archidium och familjen Archidiaceae. Inga underarter finns listade i Catalogue of Life.